# Dublino
Dublino (AFI: /duˈblino/; in inglese Dublin, AFI: [ˈdʌblɪn]; in irlandese Baile Átha Cliath, AFI: [ˈbalʲə ˈaːə ˈclʲiːə], traducibile in "città del guado della staccionata", e conosciuta anche come Áth Cliath o, più anticamente, Dubhlind/Duibhlind, [d̪ˠiːlʲiɲ(d̪ʲ)], lett. "stagno nero", da cui appunto deriva il toponimo inglese) è la capitale della Repubblica d'Irlanda, oltre che la città più grande e popolosa di tutta l'isola. Gli abitanti sono complessivamente 592 713, ma se si considera l'area metropolitana superano il milione. La città è in continua espansione urbanistica ed economica da qualche decennio, e contribuisce al PIL della Repubblica con 60 miliardi di euro.
Fondata dai Vichinghi come centro per il commercio di schiavi, la città è situata sulla foce del fiume Liffey, al centro della costa orientale dell'isola e di quella che oggi viene chiamata Dublin Region, affacciata sul mare d'Irlanda. È stata la capitale irlandese sin dai tempi medievali.
La città consiste nella zona amministrata dal Dublin City Council, assieme ai contigui sobborghi un tempo appartenenti alla Contea di Dublino, ma ora divisi tra le contee di Dún Laoghaire-Rathdown, Fingal e South Dublin. La Greater Dublin Area si compone di quanto sopra, assieme alle contee di Kildare, Meath e Wicklow.
L'inno non ufficiale della città è Molly Malone.

## Geografia fisica

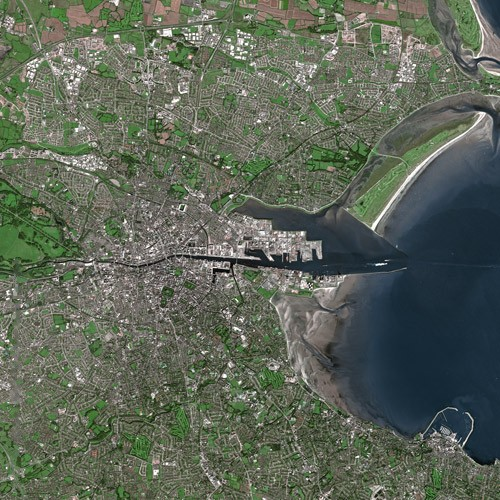
Immagine satellitare di Dublino

### Clima

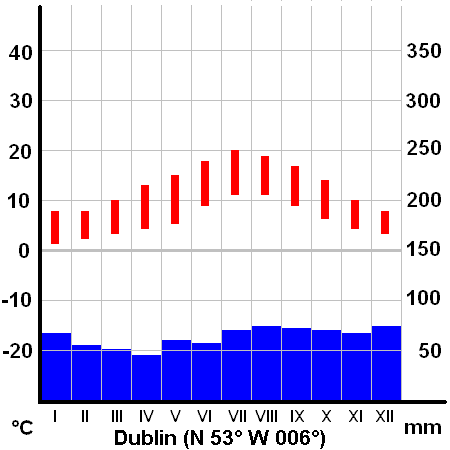
Temperatura media (in rosso) e precipitazioni (in blu) a Dublino

Il clima di Dublino e di tutta l'Irlanda è di tipo oceanico, non solo sulle coste ma anche all'interno, perché mancano alte catene montuose in grado di bloccare i venti provenienti dal mare.
| Mese                | gen.  | feb.  | mar.  | apr.  | mag.  | giu.  | lug.  | ago.  | set.  | ott.  | nov.  | dic.  | anno 2005-2006 |
| ------------------- | ----- | ----- | ----- | ----- | ----- | ----- | ----- | ----- | ----- | ----- | ----- | ----- | -------------- |
| Temp. media massima | 8 °C  | 8 °C  | 10 °C | 13 °C | 15 °C | 18 °C | 20 °C | 19 °C | 17 °C | 14 °C | 10 °C | 8 °C  | 13 °C          |
| Temp. media minima  | 1 °C  | 2 °C  | 3 °C  | 4 °C  | 6 °C  | 9 °C  | 11 °C | 11 °C | 9 °C  | 6 °C  | 4 °C  | 3 °C  | 6 °C           |
| Precipitazioni      | 67 mm | 55 mm | 51 mm | 45 mm | 60 mm | 57 mm | 70 mm | 74 mm | 72 mm | 70 mm | 67 mm | 74 mm | 762 mm         |

## Origini del nome
Il toponimo è un adattamento dal gaelico Dubh Linn, "stagno nero", che fa riferimento a uno stagno che esisteva un tempo alla confluenza tra il fiume Poddle e il Liffey. Il nome in gaelico, invece, è Baile Átha Cliath (a volte contratto in Áth Cliath), che significa "città del guado degli ostacoli", ossia un luogo in cui il fiume non era facile da attraversare.

## Storia

### Prima dell'anno Mille
Le prime notizie sull'esistenza di Dublino, la cui data di fondazione rimane incerta, ci giungono da Claudio Tolomeo (140 d.C.), che vi si riferisce con il nome di Eblana. Per i primi secoli dopo Cristo le notizie sono sporadiche e intessute di miti e leggende: il dato più antico, a parte la testimonianza di epoca romana, è la vittoria riportata dagli abitanti della città contro le popolazioni del Leinster nel 291, mentre intorno al 450 san Patrizio probabilmente era impegnato in città nell'opera di diffusione del cristianesimo.
Del secolo successivo è il tentativo di invasione dei danesi, forse andato a buon fine: soltanto dall'832 ne abbiamo testimonianze precise con l'incoronazione del sovrano normanno Thorkel I, ma è certo che i danesi fossero già presenti in Irlanda da lungo tempo. Thorkel, tuttavia, scelse Armagh come centro del suo potere. Nel 1014 Brian Boru re del Munster attaccò i vichinghi nella battaglia di Clontarf: la battaglia fu vinta, ma sia il re sia la sua famiglia, oltre a 4 000 dei suoi uomini, vi persero la vita.
Nel X secolo avvenne la fusione fra Ath Cliath e Dubh Linn, insediamenti l'uno celtico, l'altro vichingo. L'avamposto fu infatti usato dai pirati vichinghi come base per le loro scorrerie sulle coste irlandesi e nei porti.

### Dublino medievale dominata dai britannici

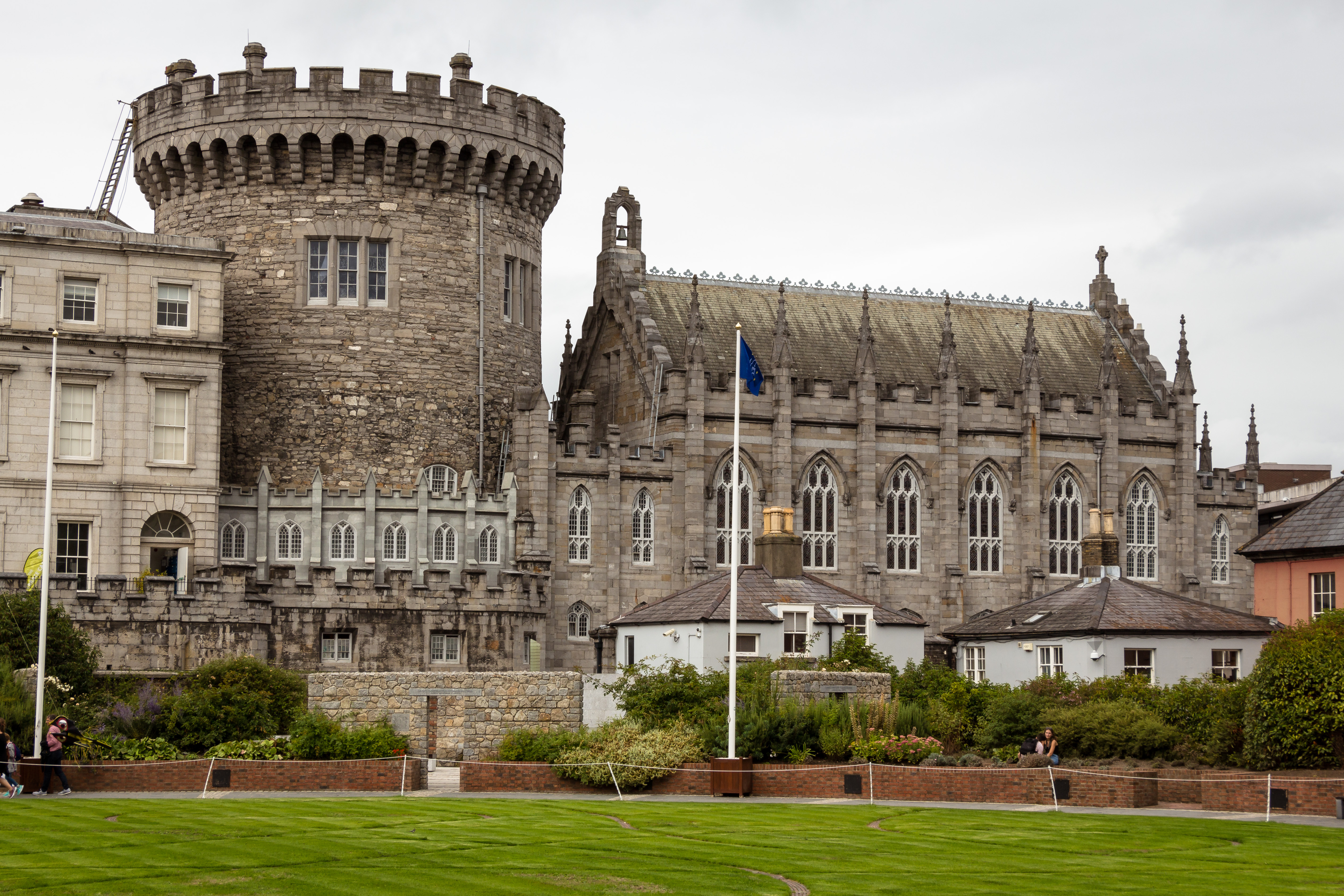
Il castello di Dublino, sede del rappresentante irlandese della corona britannica fino al 1922

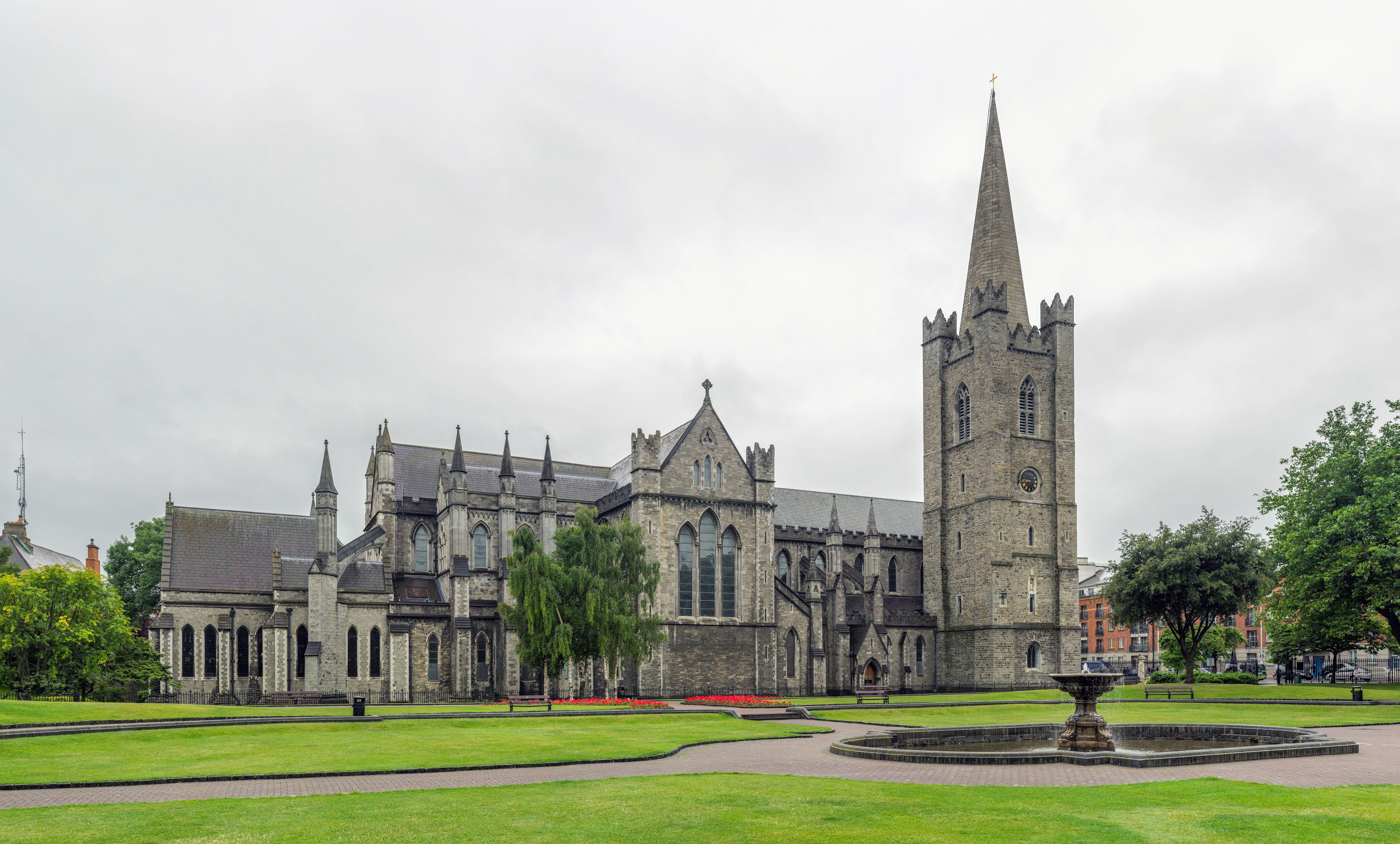
St. Patrick's Cathedral, costruita in tempi medievali, oggi cattedrale nazionale della Chiesa d'Irlanda (anglicana)

Dopo l'invasione anglo-normanna del 1171, che spodestò la Collina di Tara, Dublino divenne capitale del regno irlandese, ottenendo lo status e i diritti di città nel 1172. Molti coloni lasciarono Inghilterra e Galles insediandosi nella nuova terra conquistata e costringendo i vichinghi a spostarsi al di là del Liffey.
Nel XIV secolo, per frenare l'influenza dei nativi irlandesi, la zona fu fortificata e isolata, divenendo quella che per secoli fu chiamata The Pale. Il potere andò consolidandosi nel castello di Dublino, mentre furono erette tre importanti chiese (Cattedrale di Christ Church, Cattedrale di San Patrizio e Chiesa di Sant'Audoeno) tutte a breve distanza fra loro, nonché il Parlamento d'Irlanda.
Ciò che caratterizza la Dublino medievale è senz'altro la mentalità dell'assedio: gli abitanti del Pale avevano infatti creato un'invalicabile "enclave" dove vivevano esclusivamente persone di razza normanna, mentre i "barbari" irlandesi erano confinati all'esterno. Questa mentalità si rifletteva nell'episodio simbolo, il pellegrinaggio annuale al campo di Cullen a Ranelagh, dove nel 1209 erano stati massacrati dal clan degli O'Toole dei coloni appena giunti da Bristol: durante questa manifestazione i dublinesi normanni, debitamente scortati dalla milizia, marciavano fino al luogo della strage e stendevano un drappo nero verso le montagne, in una simbolica battaglia contro l'irlandese; fino al XVII secolo il plotone fu sistematicamente scortato, tale era il terrore per la "montagna nemica".
La Dublino medievale aveva tra i 5 e 10 000 abitanti e una piccolissima area di poco più di 3 km². La vita era assai precaria: nel 1348 la città fu colpita pesantemente dalla peste nera, un'epidemia letale che colpì tutta l'Europa e che fece moltissime vittime, poi seppellite in fosse comuni nell'area tutt'oggi chiamata Blackpits. La pestilenza durò a più riprese fino alla sua esplosione più violenta del 1649. Oltre a questa costante minaccia, la città fu spesso oggetto di assedi e violenze e fu lo sfondo di parecchie battaglie: emblematica la spedizione di truppe scozzesi del 1314 che rase al suolo i sobborghi di Dublino.
Nel XVI secolo emerse la figura di Fitzgerald conte di Kildare e dei suoi discendenti, figure politiche di spicco volute dai dominatori britannici a difesa di Dublino per mantenere intatte le proprie colonie dal rischio di invasione delle popolazioni irlandesi vicine. Non si trattò di una scelta particolarmente azzeccata, in quanto più volte i conti ingerirono nella vita politica inglese, causando due episodi emblematici: nel 1407, durante la guerra delle due rose, invasero la città con le truppe alleate del Ducato di Borgogna, proclamando Lambert Simnel, della casata di York, re d'Inghilterra; nel 1536, invece, Silken Thomas assediò il castello di Dublino per vendicare l'imprigionamento del parente Garret Fitzgerald, ed Enrico VIII reagì con una dura spedizione per distruggere i Fitzgerald e insediare nuovamente amministratori inglesi. Da questo momento iniziò un rapporto più vicino, ma forse meno felice, fra Londra e Dublino.

### Dublino coloniale e Georgiana

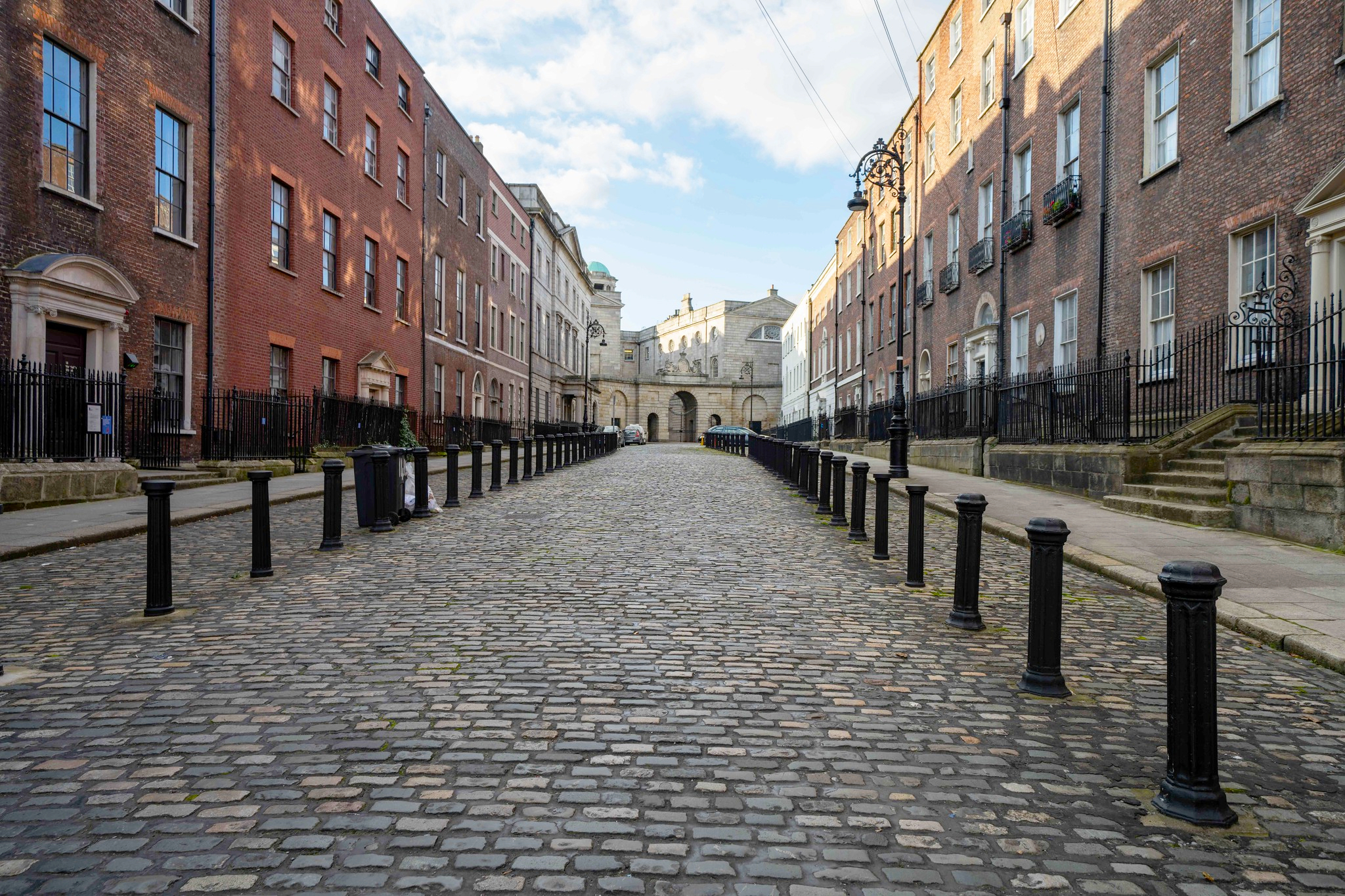
Henrietta Street, una via della Dublino Georgiana

Dublino e i suoi abitanti subirono una profonda trasformazione nei secoli XVI e XVII, durante la prima conquista totale dell'isola d'Irlanda da parte inglese, a opera dei Tudor.
Soprattutto il XVI secolo fu un periodo molto animato nella storia della città: i vecchi coloni inglesi erano all'inizio molto sollevati dalla conquista dell'isola e dal progressivo disarmo degli irlandesi: ma ben presto la forte tassazione della corona e, soprattutto, l'imposizione della riforma protestante cambiarono la loro situazione. Successe di tutto: esecuzioni di dublinesi riottosi, angherie dei soldati inglesi (durante la guerra irlandese dei nove anni), che si stanziarono nelle abitazioni della popolazione civile, con feriti sparsi per le strade per la mancanza di un adeguato ospedale, l'esplosione di un magazzino inglese di polvere da sparo con conseguenti 200 morti. Nel 1592 Elisabetta I inaugurò il Trinity College, a cui, però, potevano accedere solo gli irlandesi protestanti: gli irlandesi risposero mandando a studiare i loro figli nelle università cattoliche europee. Questo fatto irritò molto Londra, che vedeva i dublinesi come gente indisponente, e incoraggiò una seconda ondata di colonizzatori protestanti, che entro il 1640 superarono in numero i cattolici.
Teatro di vari assedi più o meno riusciti durante le guerre confederate irlandesi, Dublino cadde totalmente in mano alla nuova minoranza inglese dopo la conquista cromwelliana dell'Irlanda. Da quell'evento (che allontanò, paradossalmente e definitivamente, la vecchia comunità inglese, ormai identificatasi con gli irlandesi nativi) Dublino avrebbe vissuto più di due secoli di pace e stabilità.
Fu nell'era georgiana, all'inizio del XVIII secolo, e in concomitanza dell'imposizione della lingua inglese in Irlanda e delle leggi penali britanniche, che Dublino fu completamente ristrutturata, godendo del massimo splendore, con la costruzione di quartieri tipici dell'epoca e di palazzi dal gusto raffinato.
Si cominciò per girare tutte le case verso il Liffey, dando loro una facciata gradevole: fu la prima volta, dato che precedentemente il fiume era visto come una zona sporca e di scarico, e tutte le case davano di spalle.
Sorsero in breve tempo Sackville Street (oggi O'Connell Street), Dame Street, Westmoreland Street, Henrietta Street e D'Olier Street, tutte costruite dopo avere demolito i vecchi quartieri medievali e gli agglomerati seguenti. Vennero alla luce inoltre cinque delle principali piazze georgiane: Rutland Square (oggi chiamata Parnell Square) e Mountjoy Square nel North Side, Merrion Square, Fitzwilliam Square e Saint Stephen's Green. Soltanto l'area di Temple Bar e di Grattan Square non furono stravolte.
Nel 1700 Dublino, con 70 000 abitanti, era la seconda città dell'impero britannico.

### Lockoute indipendenza

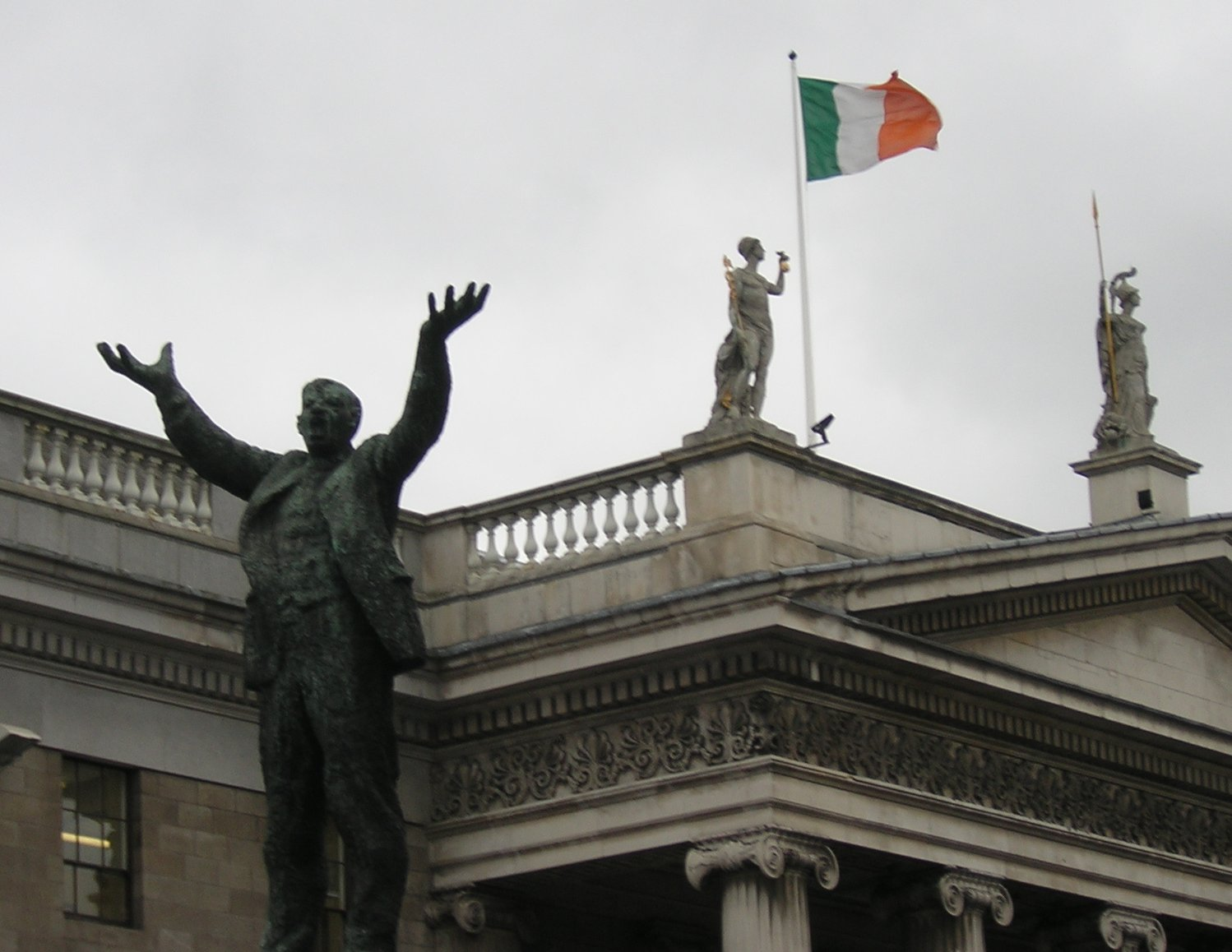
Statua di Larkin, il principale promotore del Lockout commemorato nella strada principale di Dublino, O'Connell Street. Sullo sfondo, il General Post Office, quartier generale degli indipendentisti durante la rivolta di Pasqua nel 1916

Dublino si addentrò nel XX secolo, come una città rivoluzionata dai secoli precedenti, ma alle porte di anni di nuovi e feroci disordini. Il primo avvenne nel 1913, quando 25 000 operai mal pagati di svariate fabbriche dublinesi scesero in piazza nella manifestazione più grande mai avvenuta in Irlanda e nel Regno Unito: il Lockout. Guidati dal sindacalista James Larkin, la manifestazione divenne agitatissima e si concluse con tre morti e migliaia di feriti caricati dalla polizia.
Dopo la prima guerra mondiale successe il primo fatto che cambierà in maniera definitiva la situazione politica di Dublino e di gran parte dell'Irlanda: nell'aprile del 1916 un piccolo gruppo di repubblicani guidati da Patrick Pearse diede vita a ciò che venne poi successivamente chiamato rivolta di Pasqua (Easter Rising). La piccola rivolta fu facilmente sedata dalle truppe britanniche, ma divenne importantissima per i risvolti successivi: vista infatti, all'inizio, in maniera molto distaccata se non addirittura avversa dalla popolazione dublinese, subì tuttavia una repressione durissima e sanguinosissima con l'esecuzione di moltissimi giovani, che causò un rapido cambio di opinione fra la gente.
Nel 1918 iniziò la guerriglia degli Irish Volunteers (Volontari Irlandesi, che, guidati da Michael Collins, si rinominarono Irish Republican Army) contro i britannici e dal 1922 Dublino è la capitale dell'Irlanda indipendente. Durante la guerra civile molte zone vennero distrutte: lo Stato Libero d'Irlanda successivamente ne restaurò parecchie, ma la città rimase in uno stato di superficiale abbandono fino agli anni sessanta, se non di demolizione (come la colonna di Nelson, distrutta dall'IRA in quegli anni e oggi sostituita dallo Spire).
In tempi recenti sono state molte le opere di restauro e ricostruzione, spinte anche dal boom economico che ha caratterizzato l'Irlanda negli anni 1990; tuttavia, queste nuove e moderne costruzioni e ricostruzioni hanno snaturato le caratteristiche di tradizione e identità irlandese, rendendo Dublino una città sempre più simile allo standard della maggior parte delle capitali europee.

## Monumenti e luoghi d'interesse

### Architetture religiose

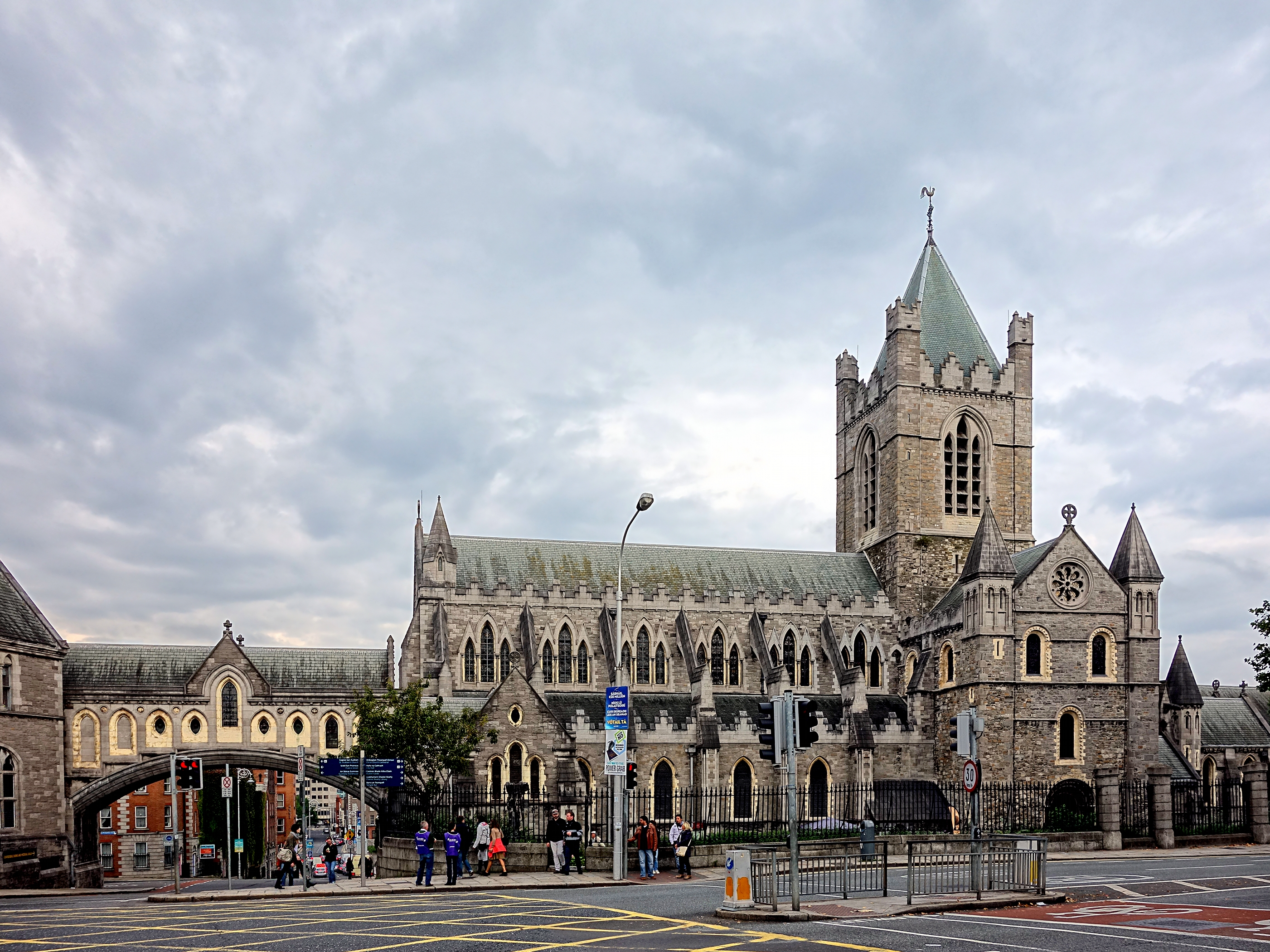
Cattedrale di Cristo, la cattedrale della diocesi (anglicana) di Dublino e Glendalough

- Cattedrale di Cristo
- Cattedrale di San Patrizio
- Chiesa di Sant'Audoeno
- Cimitero di Glasnevin
- Procattedrale di Santa Maria

### Architetture civili
- Áras an Uachtaráin
- Abbey Theatre

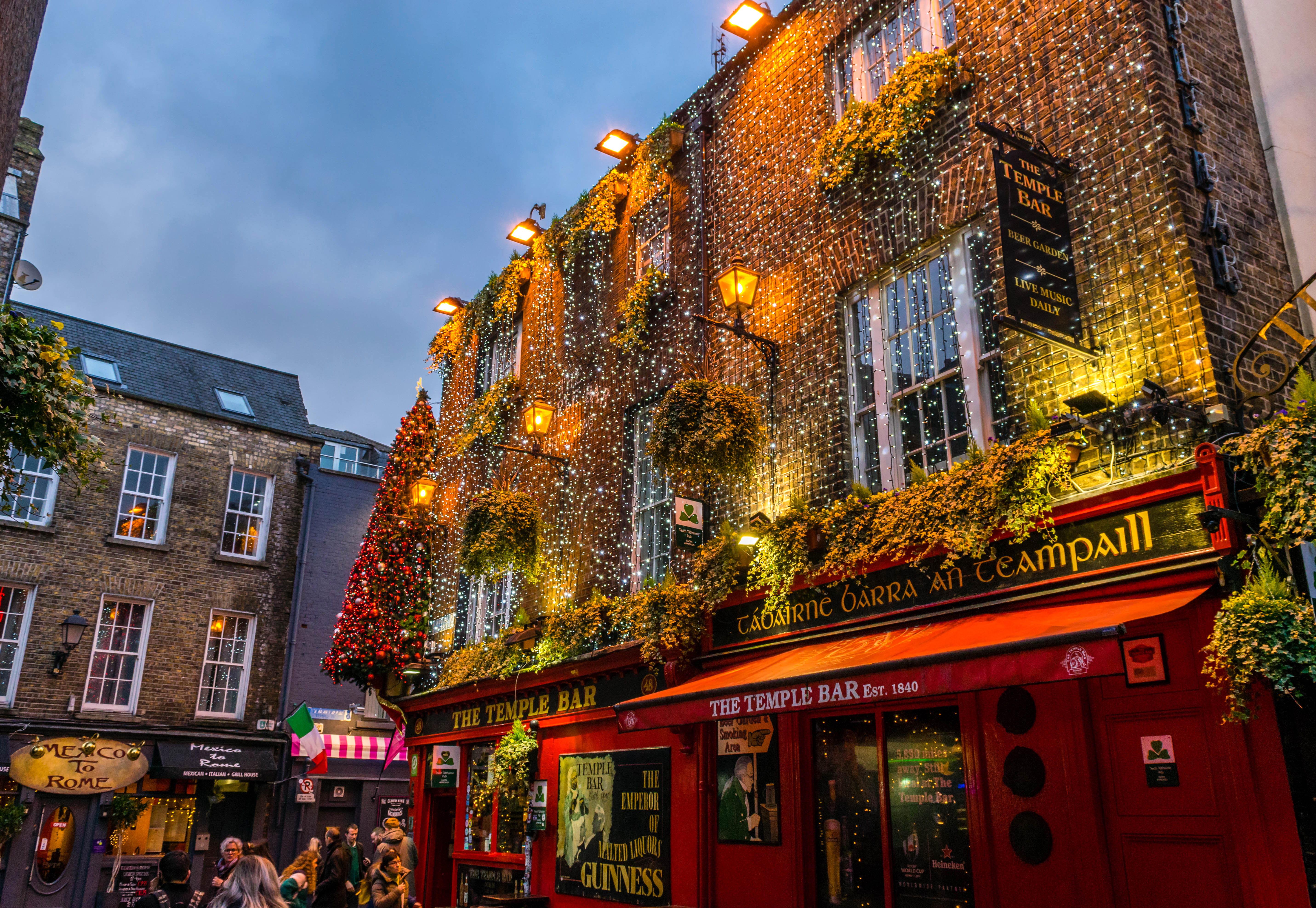
Temple Bar

- Palazzo del Parlamento irlandese (Ex-sede del parlamento e della Bank of Ireland)
- Casino Marino
- City Hall
- Dogana di Dublino
- Four Courts
- General Post Office (GPO)
- Leinster House
- Temple Bar
- The Spire
- Anna Livia
- Fusiliers Arch
- Kilmainham Gaol
- St. Mary's Church

### Architetture militari
- Castello di Dublino

### Architetture infrastrutturali

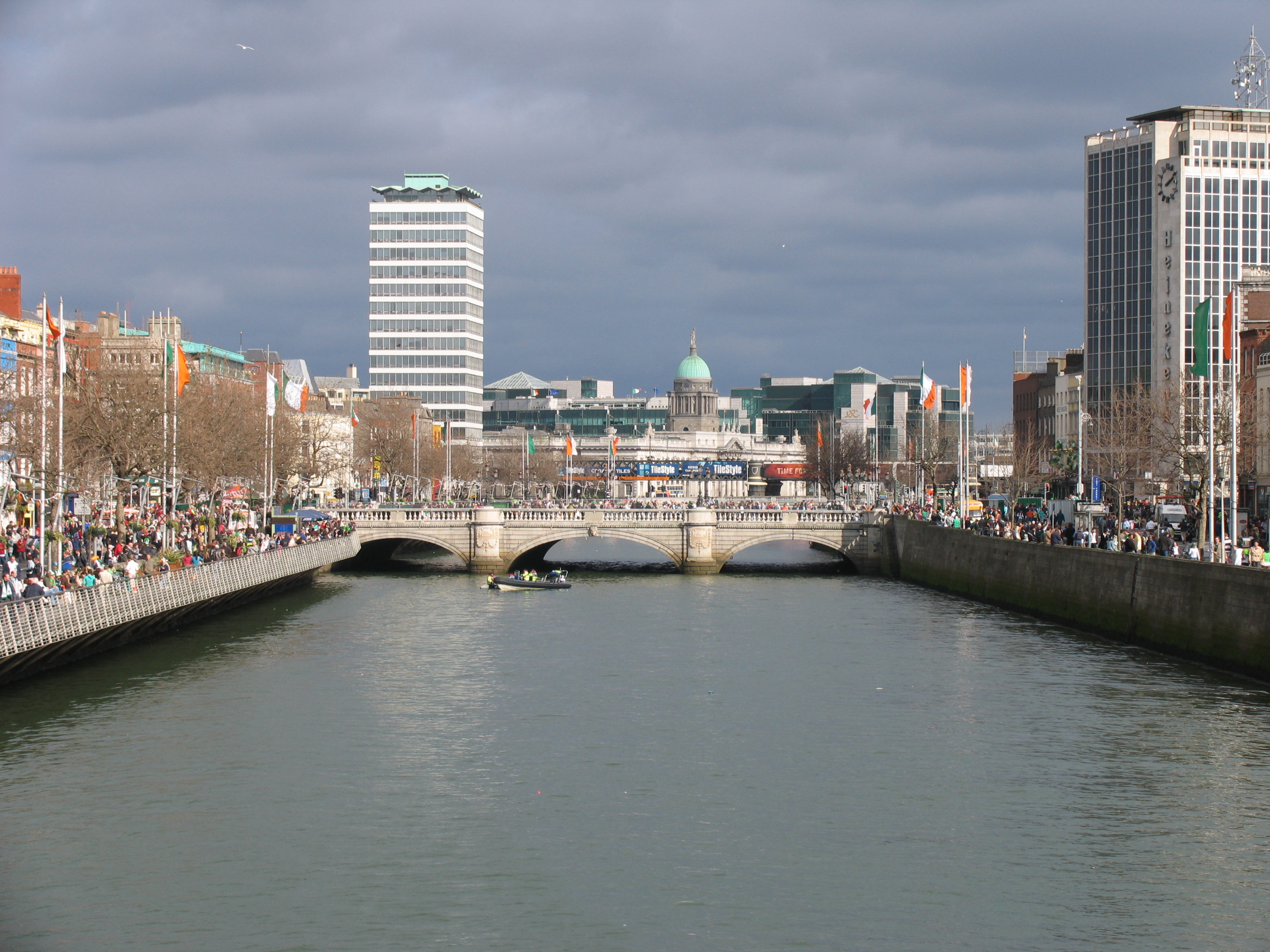
Ponte Ha'penny sul Liffey. Sullo sfondo, la sagoma della Custom House del XVIII secolo e il Liberty Hall, edificio più alto della città

- Ha'penny Bridge
- O'Connell Bridge

## Cultura
Ambientazione di Gente di Dublino e dell'Ulisse di James Joyce, Dublino è uno dei centri principali della cultura irlandese. Il quartiere di Temple Bar, attraversato dall'omonima via (oggi pedonale e ricca di tipici Irish pub), è il punto principale della vita notturna più turistica, da sempre teatro di esibizioni di artisti di strada. Talvolta viene visitato soltanto per il week-end da gente proveniente addirittura dalla Gran Bretagna.
La città ospita una delle più grandi comunità gay mondiali, nonostante l'omosessualità non sia più reato soltanto dal 1993, grazie all'intervento della corte di giustizia dell'Unione europea.
Dublino è sede del National Print Museum of Ireland, dell'Irish Museum of Modern Art, della National Gallery of Ireland, dell'Hugh Lane Gallery, della Chester Beatty Library, del Museo GPO, della Biblioteca nazionale d'Irlanda e di tre sedi del Museo nazionale d'Irlanda.

### Istruzione

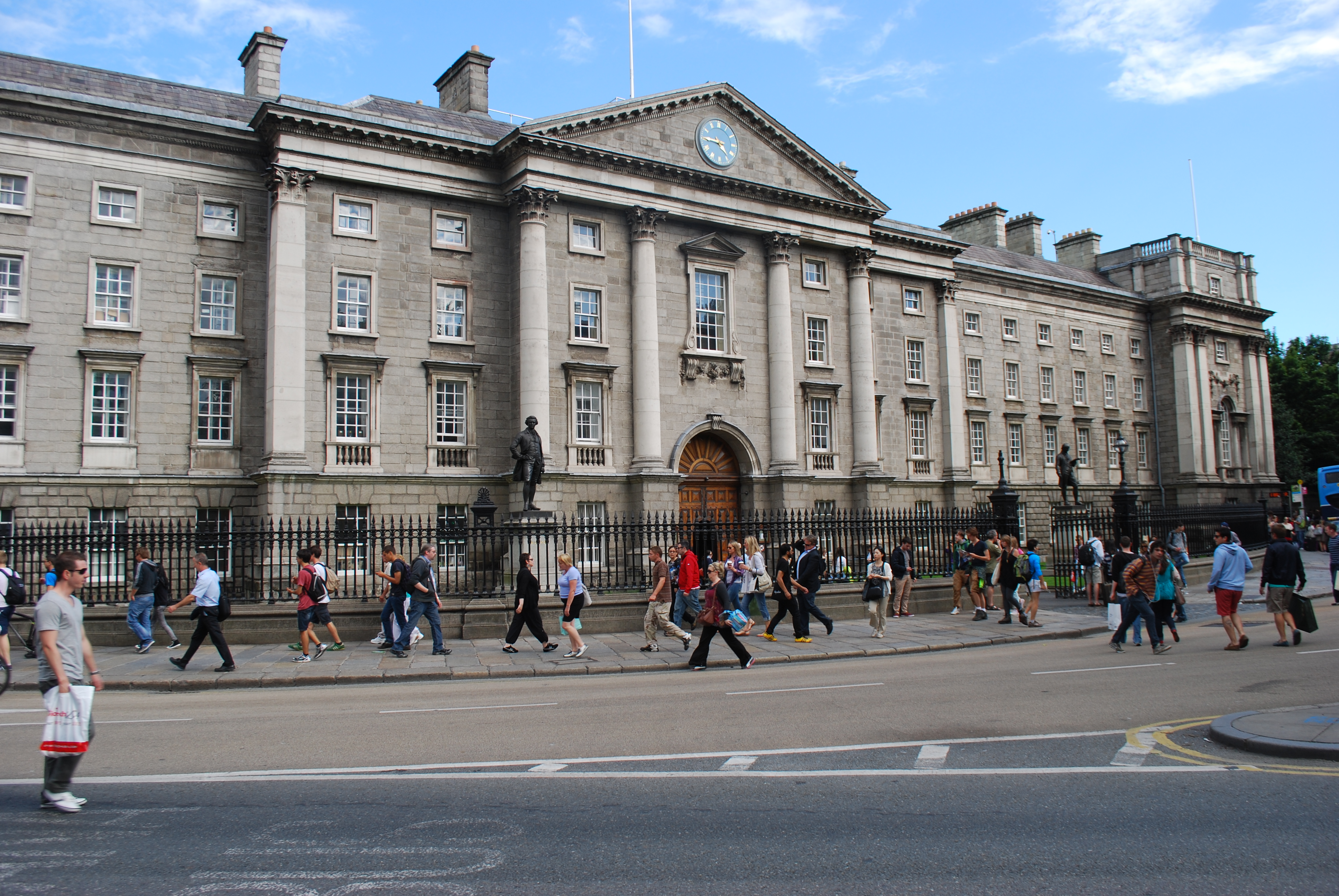
Trinity College, il celebre college dublinese, il più importante e antico d'Irlanda

Dublino è anche il centro principale dell'istruzione superiore irlandese, con ben tre università.
L'Università di Dublino, istituita nel XVI secolo, è la più antica d'Irlanda. Il suo unico college è il celeberrimo Trinity College, istituito ai tempi di Elisabetta I e chiuso ai cattolici fino all'emancipazione (primi decenni del XIX secolo). Il complesso del Trinity è stato costruito in epoche differenti.
All'interno del suo moderno museo è conservato, assieme ad altri preziosi manoscritti miniati, il Libro di Kells (Book of Kells), un antichissimo (tra i primi in assoluto) libro cerimoniale in quattro volumi contenente i Vangeli, capolavoro artistico unico al mondo. L'enorme biblioteca annessa al museo contiene centinaia di metri di antichi scaffali e preziosi libri, e per antico privilegio riceve una copia di ogni nuovo libro (il corrispondente di 2 km di nuovi scaffali all'anno).
La Università Nazionale d'Irlanda (NUI) è la più grande università irlandese: in realtà si tratta di un'università confederata, con più università distaccate che ne fanno parte, fra cui l'importantissimo University College Dublin (UCD), che gode di altissima reputazione anche all'estero e ha sede nel territorio della contea di Dún Laoghaire-Rathdown. 
La più giovane è la Dublin City University, sorta per soddisfare la sempre maggiore domanda negli altri college e specializzata in economia, ingegneria e corsi scientifici.
Degni di nota sono anche il Royal College of Surgeons in Ireland, un college indipendente situato in St. Stephen's Green e totalmente dedicato alle scienze mediche, e - fra gli istituti non universitari di terzo livello - il Dublin Institute of Technology, il più vasto della nazione, oltre al National College of Art and Design (NCAD) e al Dun Laoghaire Institute of Art, Design and Technology, riservati invece alle materie artistiche.

### Media
L'ente televisivo nazionale, RTÉ (Raidió Teilifís Éireann), ha i suoi uffici principali a Dublino. Anche la principale emittente privata, TV3, ha sede nella capitale; gran parte della sua programmazione è importata dalla televisione britannica e americana, che attrae il pubblico giovanile. Sono situati a Dublino anche gli uffici e le infrastrutture principali di An Post, Eir, Vodafone e 3 Ireland. 
Nella capitale irlandese si trovano inoltre le sedi dei maggiori quotidiani e delle maggiori stazioni radio, per esempio The Irish Times, Irish Independent (il maggior quotidiano irlandese) e Today FM.

### Esposizioni internazionali
- 1853 - Great Industrial Exhibition (1853)
- 1865 - International Exhibition of Arts and Manufactures (1865)
- 1874 - International Exhibition of Arts and Manufactures (1874)

### NorthsideeSouthside

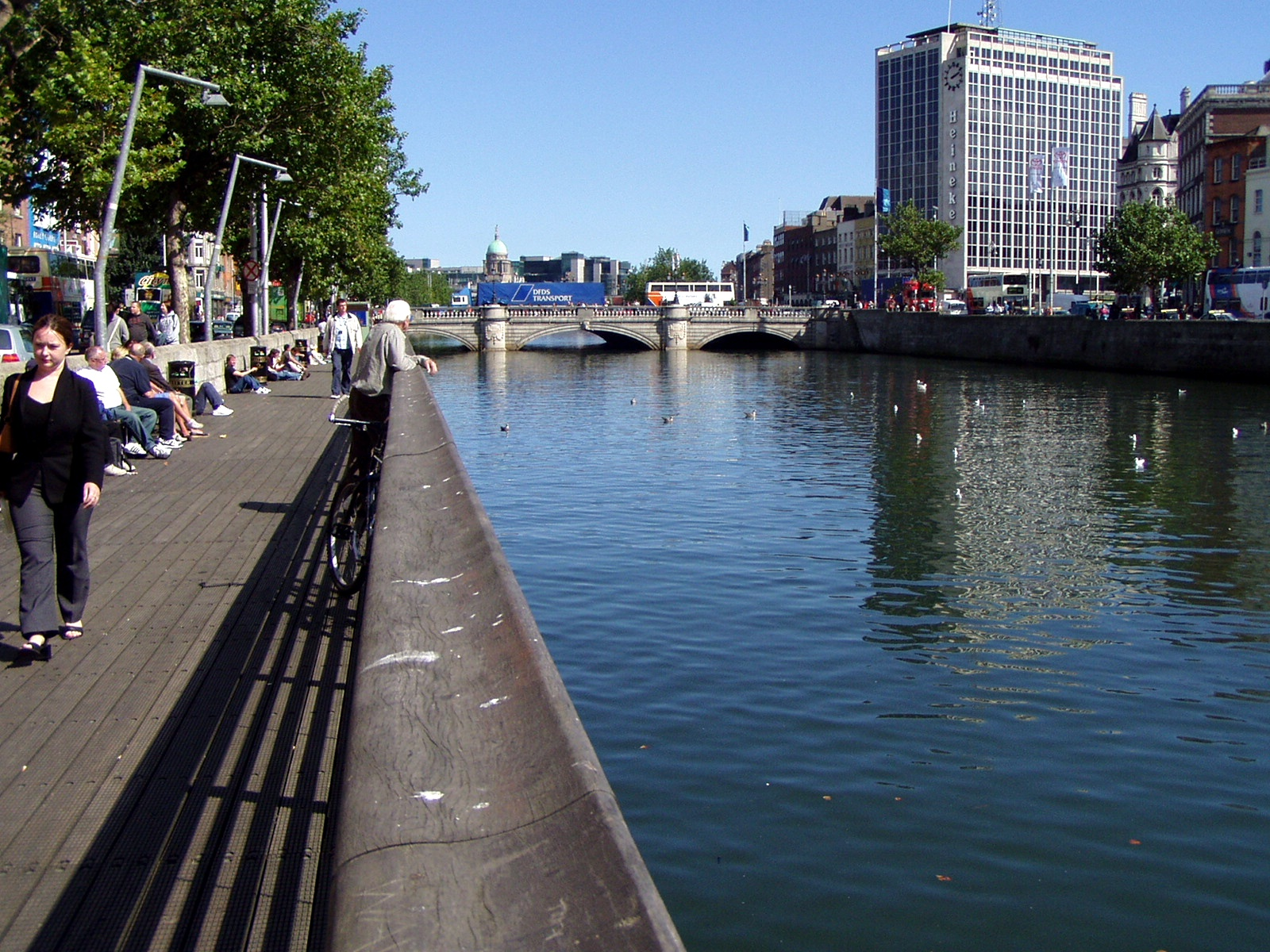
Liffey: il fiume fa da confine naturale fra le due zone dublinesi

Tradizionalmente Dublino è caratterizzata dalla rivalità fra le zone separate dal passaggio del Liffey, ovvero quelle settentrionali (il Northside) e quelle meridionali (il Southside).
Il Northside è considerato come la zona della classe lavoratrice e operaia della città, mentre il Southside come quella della borghesia e dei ceti più abbienti.
Questa suddivisione si riflette anche nei codici postali: al nord i dispari (per esempio D7 per Phibsborough) e al sud i pari (per esempio D4 per Ballsbridge).
La rivalità probabilmente nacque ai tempi del Duca di Kildare, che decise di costruire la sua residenza (Leinster House, l'attuale parlamento) nella zona meridionale, allora effettivamente meno ambita, commentando l'inusuale scelta con un Where I go, fashion follows me ("Dovunque vado, la moda mi segue"). Effettivamente molti seguirono il suo gesto.
Questa suddivisione, in realtà, riflette solo parzialmente la situazione socio-economica della città. Per fare alcuni esempi, l'Áras an Uachtaráin (residenza del Presidente della Repubblica) è situata nel Northside, così come alcuni dei quartieri più ricchi, Howth, Malahide e Castleknock, si trovano a nord del fiume, mentre Tallaght, Palmerstown, Crumlin, e Ballyfermot, quartieri tradizionalmente di lavoratori, sono a sud.
Alcuni sostengono che una suddivisione più fedele sia quella tra l'est costiero, in cui si trovano la maggior parte dei quartieri posh (ossia eleganti), e l'ovest popolare, sebbene la divisione Northside/Southside resti certamente quella più radicata nell'immaginario dublinese.

### Intrattenimento

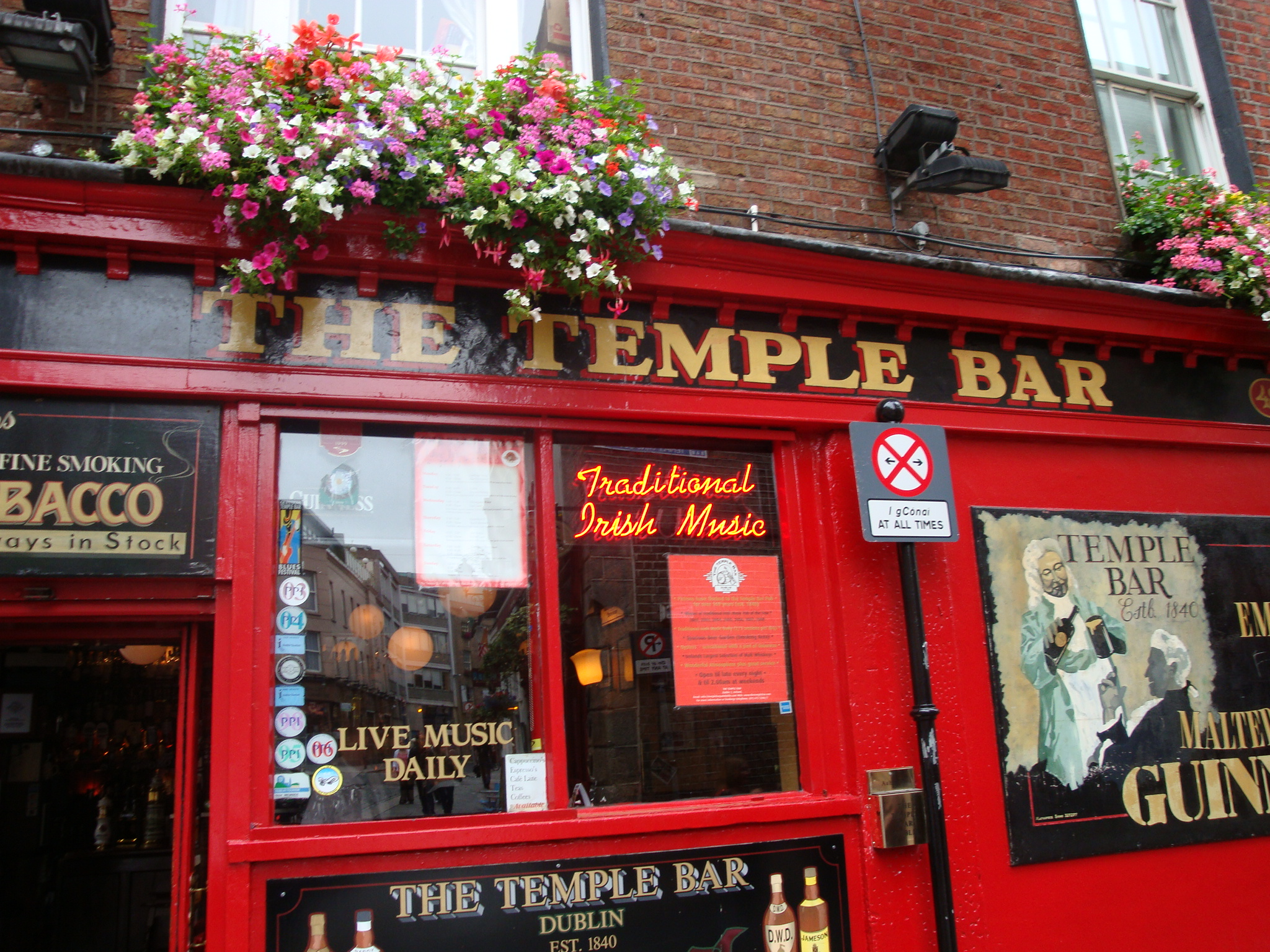
Il famoso Pub Temple Bar, sito nell'omonimo quartiere

Il quartiere di Temple Bar, a sud del Liffey, è il luogo in cui si svolge prevalentemente la vita notturna nella capitale irlandese.
Nel centro cittadino ci sono svariati teatri, il più grande dei quali è l'Abbey Theatre, famoso per avere avuto un ruolo determinante nella letteratura irlandese.
A nord-ovest della città è possibile visitare il Phoenix Park, un parco che si estende per oltre settecento ettari e che al suo interno ospita lo zoo di Dublino, la sede del Presidente della Repubblica Irlandese e la sede dell'ambasciata degli Stati Uniti d'America.
Molto famoso è anche il Lillie's bordello, un night club frequentato da vari personaggi noti della città.

## Economia

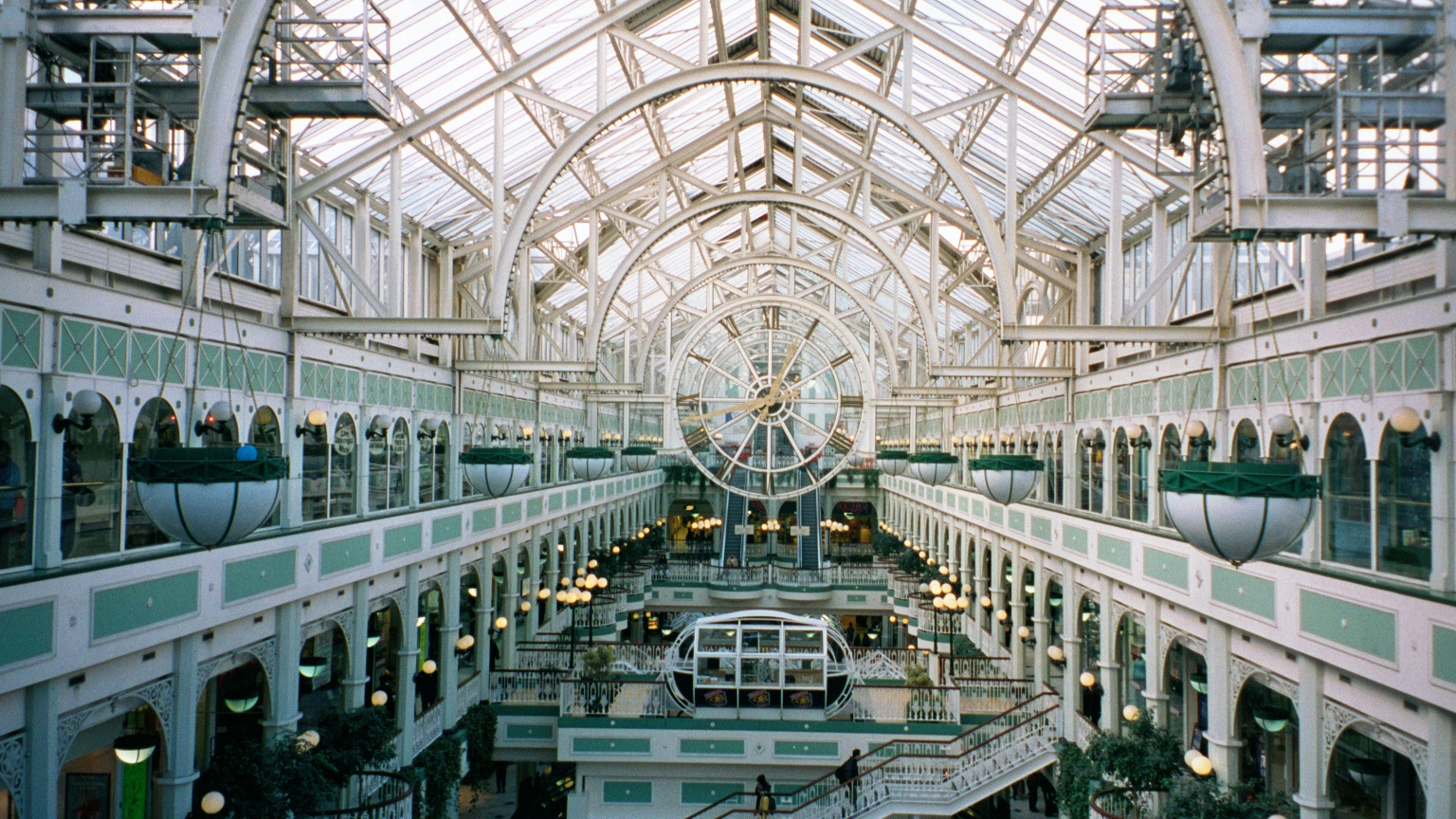
Stephen's Green Centre

Elemento caratterizzante e storico dell'industria dublinese è senz'altro la St. James's Gate Brewery, dove viene prodotta dal 1759 la celebre stout (birra di malto) Guinness.
Durante gli anni novanta, la Repubblica d'Irlanda ebbe un periodo di impetuoso sviluppo economico, che le valse il soprannome di "tigre celtica" (alludendo alle tigri asiatiche). Come conseguenza di ciò, nella seconda metà del decennio a Dublino si insediarono un considerevole numero d'imprese operanti nella farmaceutica e nelle tecnologie dell'informazione e della comunicazione. La sede operativa della Microsoft per l'Europa, l'Africa e il Medio Oriente è situata nella zona meridionale della città, all'interno del Sandyford Industrial Estate, così come le installazioni di Xerox e Google. La Intel e la Hewlett-Packard hanno importanti siti produttivi a Leixlip, a ovest di Dublino, mentre Facebook ha a Dublino il suo quartier generale per l'Europa.
La capitale irlandese è stata così soprannominata "Silicon Valley d'Europa".
Nei servizi finanziari Dublino è un centro di rilevanza mondiale. A titolo d'esempio, all'International Financial Services Centre lavorano 14 000 persone, in settori che vanno dalle assicurazioni all'asset management, dalle gestioni di cassa per le aziende alle operazioni bancarie internazionali.

## Infrastrutture e trasporti

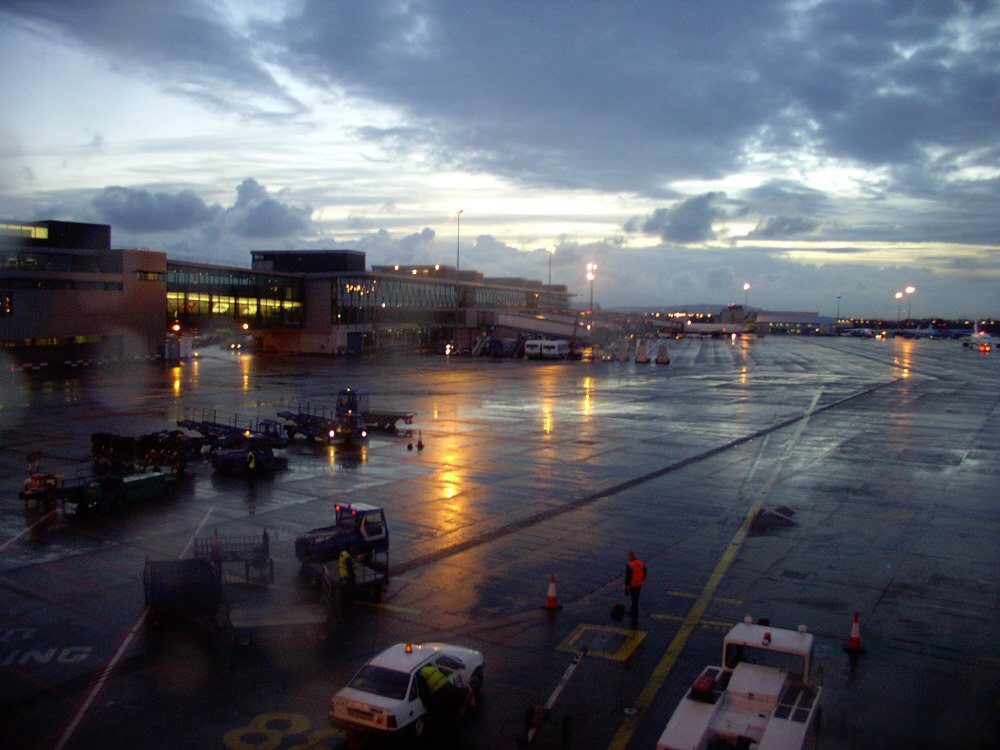
Dublin Airport, l'aeroporto principale d'Irlanda

Nonostante la sua posizione nell'isola, Dublino è il centro del sistema dei trasporti irlandese. Il suo porto è il principale dell'isola e collega la città a Holyhead, Swansea e Liverpool.
Per quel che riguarda il traffico aereo, la città è servita da un aeroporto, l'aeroporto internazionale di Dublino (già Aer Rianta), il principale dell'isola.
Le stazioni ferroviarie principali sono la stazione di Heuston per le aree sudoccidentali, meridionali e occidentali dell'isola, che collega a Dublino città come Cork, Kilkenny, Waterford, Tralee, Limerick, Galway, Westport e Portlaoise, e la stazione di Connolly per le aree nordoccidentali, settentrionali e sudorientali, ancora nella repubblica d'Irlanda, che collega a Dublino le città irlandesi di Sligo, Drogheda, Dundalk e Wexford, oltre a fornire un servizio ferroviario suburbano con centri vicini a Dublino come Howth, Bray e Maynooth e a collegarla al "porto europeo" (Rosslare Europort) vicino Rosslare, nell'estremo sud-est dell'isola, da cui partono traghetti per l'Eruopa continentale (principalmente la Francia e secondariamente la Spagna) e il Regno Unito (principalmente il Galles). La stazione di Connolly, inoltre, collega Dublino anche con l'area nordorientale dell'isola che fa parte del Regno Unito, l'Irlanda del Nord. Tramite la ferrovia Dublino-Belfast, ci sono linee, oltre che per Belfast (da cui si può accedere alle ferrovie dell'Irlanda del nord per raggiungere le sue altre città principali come Derry), anche per le città britanniche di Newry e Portadown.

### Strade

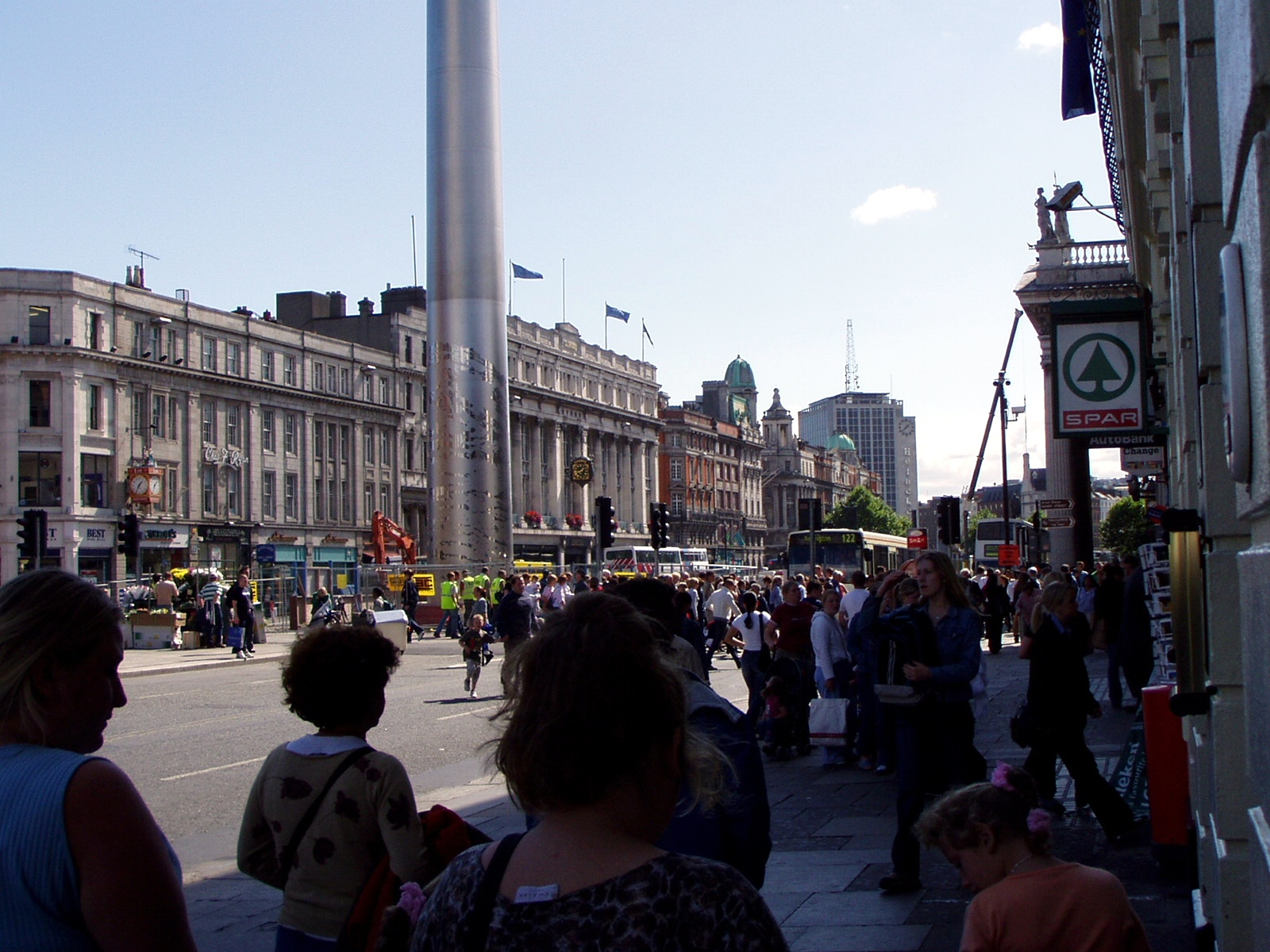
O'Connell Street, la strada più famosa di Dublino: al centro è visibile parte della Spire

Le principali arterie stradali irlandesi partono tutte da Dublino verso le altre principali località irlandesi. L'autostrada M50 è un raccordo che circonda in maniera semi-circolare (direzione nord-ovest-sud) e tocca quasi tutte le strade nazionali e autostrade più importanti. L'autostrada è stata costruita in circa 20 anni, e l'ultimo pezzo è stato completato nel 2005. Da qualche anno è stato inserito anche un pedaggio nel tratto chiamato West link nei pressi di Lucan.
La città è inoltre circondata da quel che il Dublin City Council ha definito "inner and outer orbital route" ("tratto orbitale esterno e interno"): il primo circonda la parte georgiana della città da St Stephen's Green a Mountjoy Square e da King's Inns alla St. Patrick's Cathedral; il secondo fa un giro più largo lungo i due canali dublinesi, Grand Canal e Royal Canal.
Alcune strade, soprattutto a vocazione commerciale e del tempo libero (per esempio il quartiere Temple Bar e Grafton Street), sono pedonalizzate.

### Mobilità urbana

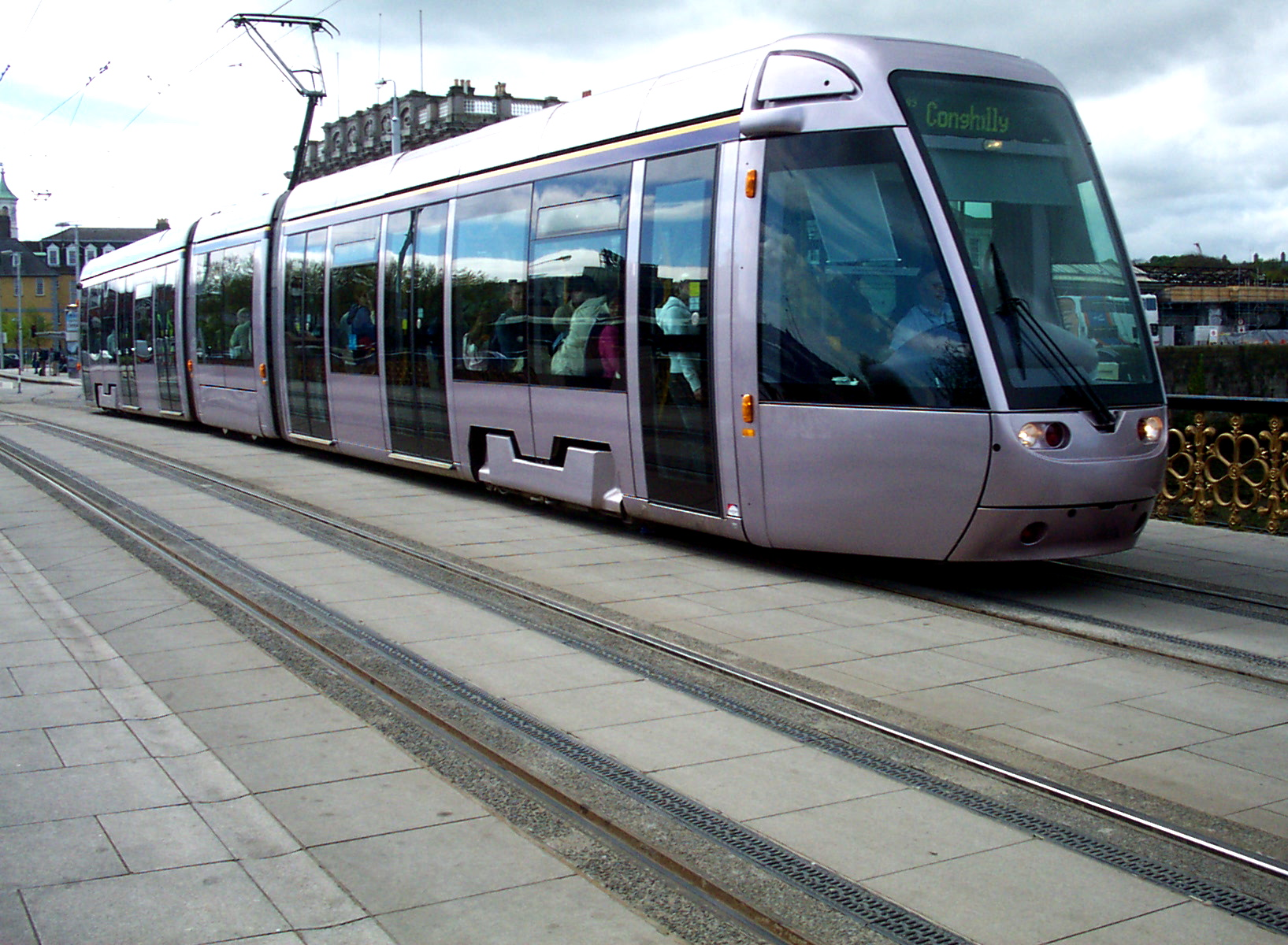
Citadis. Tram elettrico di nuova generazione presente dal 2004 e già molto popolare, è parte integrante del sistema di trasporto urbano Luas

Il trasporto pubblico di Dublino è composto da bicicletta, autobus, treno e tram. Tutti i mezzi pubblici, a esclusione della bici, possono essere utilizzati attraverso una carta magnetica chiamata Leap Card. Attraverso essa è possibile utilizzare tutti i mezzi di trasporto senza necessità di acquistare titoli di viaggio diversi per ogni tragitto che si intende percorrere.
Il tipo di Leap Card dipende dal tempo che si intende passare a bordo: la Leap Card standard viene normalmente utilizzata dai viaggiatori mentre la Leap Visitor Card viene utilizzata normalmente dai viaggiatori o da chi intende rimanere in città per almeno una settimana e ha una durata di 1, 3 o 7 giorni. Il consumo a ore della carta, inizia dalla prima validazione. 
La Leap Card, inoltre,, oltre a garantire spostamenti nel centro città consente spostamenti da e verso l'aeroporto internazionale di Dublino.
In caso di acquisto dei singoli titoli di viaggio le modalità sono diverse: sulle linee di trasporto pubblico cittadino è necessario comunicare la destinazione al conducente che, in base agli "stage" da percorrere comunicherà il costo della corsa, da pagare in monete. In caso di resto verrà rilasciata una ricevuta che dovrà essere esibita presso la sede di Dublin Bus. Per quanto riguarda DART e Luas Dublin è necessario acquistare i titoli di viaggio presso i distributori posti alle stazioni o fermate di riferimento, in contanti o con carta di credito/debito. Per quanto riguarda gli autobus a media e lunga percorrenza (747 e 757 inclusi) è possibile acquistare il titolo di viaggio, a un costo fisso, online o presso la stazione degli autobus riferimento.
Il sistema di trasporto Dublin Area Rapid Transit (DART) è una ferrovia che serve stazioni a intervalli regolari lungo la costa orientale dell'agglomerato dublinese. Un sistema tranviario chiamato Luas è stato inaugurato nel 2004 e copre la parte sud della città nonché la zona portuale. Linee pendolari per Kildare e Maynooth, inoltre, raggiungono gran parte dei sobborghi occidentale della capitale irlandese.
La parte principale del trasporto pubblico a Dublino è occupata dal servizio dei bus, gestito dalla Bus Átha Cliath (Dublin Bus), che opera in una rete di circa 200 tratte giornaliere (identificate da un numero, qualche volta con una lettera di suffisso, es. 40, 40A, 40B, 40C, 40D) e 24 tratte notturne chiamate Nitelink, disponibili venerdì e sabato, le quali sono invece identificate da un suffisso "N" (es. 40N). Esclusi i bus turistici, tutti i mezzi della Dublin Bus non hanno biglietto fisso, bensì le tariffe giornaliere sono determinate dal numero di tratte attraversate - le tariffe sono pagabili in moneta e solo l'importo esatto è accettato - se un cliente paga di più, ci sono dei change ticket che vanno presentati agli uffici della Dublin Bus a O'Connell Street che vengono ricambiati in denaro. Ultimamente comunque sono stati distribuiti biglietti prepagati per le tratte più diffuse che vanno solamente obliterati nelle macchinette situate nella parte posteriore del mezzo. Esistono poi anche biglietti giornalieri e plurigiornalieri validi sull'intera rete urbana (inclusi i bus diretti da e per l'aeroporto).
Molte altre compagnie di bus operano a Dublino, tra le quali Bus Éireann, popolare fra chi deve raggiungere distanze più lunghe e sobborghi della capitale. Mancando un'autorità competente un viaggiatore potrebbe trovare particolari difficoltà a trovare i servizi idonei al suo spostamento.
I taxi - molto diffusi e facilmente disponibili anche nelle ore notturne - sono un mezzo pubblico molto utilizzato, grazie al fatto che il loro numero è più che triplicato negli ultimi anni in seguito alla liberalizzazione del settore.
Per muoversi a Dublino è possible utilizzare anche la bicicletta pubblica, Dublin Bikes che copra gran parte del centro cittadino. Sono presenti sul territorio più di cento stazioni, presso alcune delle quali è anche possibile acquistare biglietti validi tre giorni con i quali è possibile girare tutta la città.
In passato, fino al 1932, dai sobborghi della città partiva anche una linea tranviaria, la Dublin & Blessington Steam Tramway.

## Amministrazione

### Governo cittadino

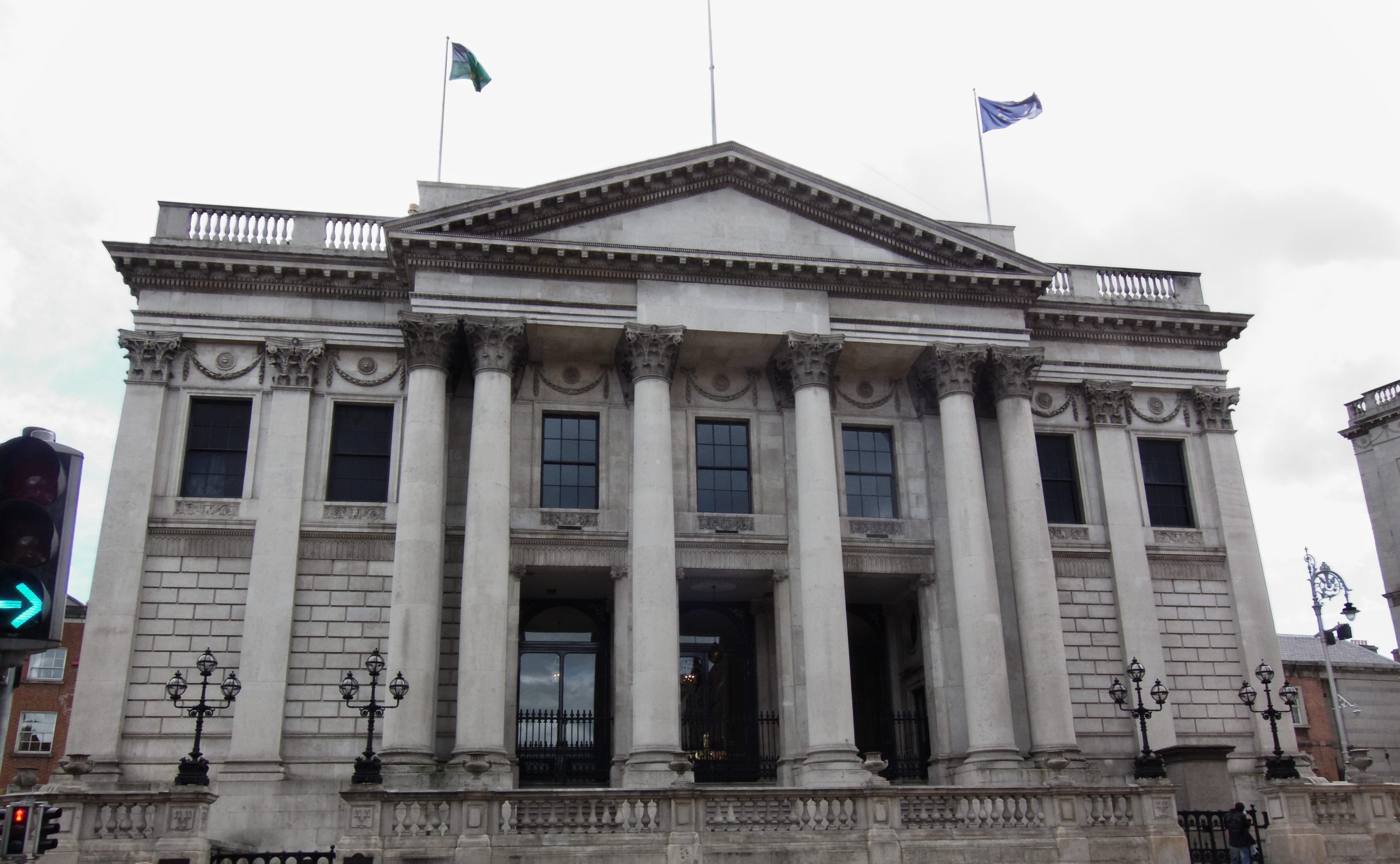
Dublin City Hall, Sede del City Council, già palazzo del Royal Exchange

La città di Dublino è governata dal Dublin City Council (già Dublin Corporation), presieduto dal Lord Mayor of Dublin, il quale viene eletto annualmente e risiede nella Mansion House, residenza dei Primi Cittadini di Dublino dal 1715. Il Consiglio ha sede nella Dublin City Hall dalla seconda metà dell'Ottocento.
Molti degli uffici sono situati però nei controversi Civic Offices, costruiti in quel che era uno dei siti meglio mantenuti dell'era vichinga, demolito dall'allora Corporation nonostante la strenua opposizione di migliaia di cittadini, tra i quali lo storico F.X. Martin e la senatrice Mary Robinson, che divenne poi Presidente. Su Wood Quay furono costruiti gli edifici chiamati poi bunkers per il loro discutibile aspetto.

### Organi amministrativi statali

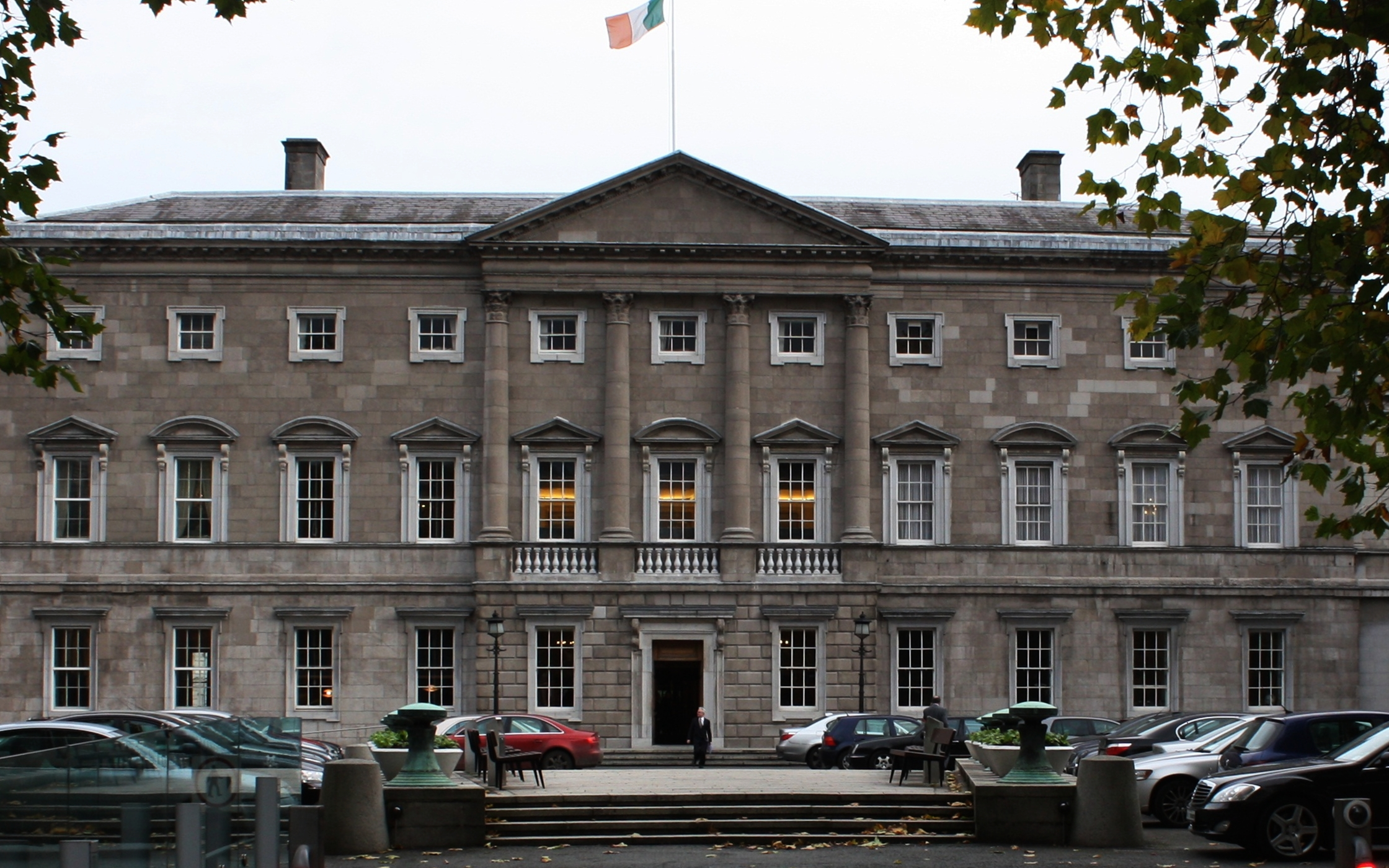
Leinster House, sede del parlamento

Dublino è sede degli organi legislativi, esecutivi e giudiziari del Paese.
Il parlamento irlandese è composto da tre organi: il presidente della repubblica, la camera bassa e il senato: queste ultime due si riuniscono alla Leinster House nella zona meridionale della città, e sede ufficiale del parlamento fin dall'indipendenza irlandese, avvenuta nel 1922.
Il presidente della repubblica invece alloggia ad Áras an Uachtaráin a Phoenix Park, ex residenza del governatore generale dello Stato libero d'Irlanda.
Il governo si riunisce nel complesso noto come Irish Government Buildings, opera dell'architetto inglese Aston Webb.
Il palazzo era originariamente la sede del Royal College of Science di Dublino, tra gli ultimi lasciti architettonici di Londra in terra d'Irlanda.
Situato vicino a Leinster House, l'edificio fu all'inizio dimora temporanea di alcuni ministeri durante i primi anni dello Stato Libero d'Irlanda.
Fino al 1990 il governo irlandese condivideva l'uso dell'edificio con la facoltà d'ingegneria dell'UCD, che occupava il blocco centrale del palazzo.
Ai tempi in cui il regno d'Irlanda era una nazione costituente del Regno Unito il suo parlamento si riuniva presso le Irish Houses of Parliament, oggi sede della banca nazionale in College Green.

## Sport

### Rugby
Il Leinster Rugby è una franchigia professionistica irlandese di rugby a 15. Rappresenta la provincia irlandese di Leinster, disputa le proprie gare interne a Dublino e partecipa alla Celtic League e all'Heineken Cup. La squadra rappresenta anche la Irish Rugby Football Union Leinster Branch, che è una delle quattro principali sezioni della IRFU ed è responsabile dell'organizzazione e diffusione del rugby a 15 nella provincia di Leinster.

### Altri sport
A Dublino hanno sede praticamente tutte le organizzazioni sportive nazionali irlandesi.
- A Croke Park, un notevole impianto da 82 000 spettatori, è situata la GAA, Gaelic Athletic Association, organizzazione che si occupa del calcio gaelico e dell'hurling, sport tipici diffusissimi e apprezzatissimi in Irlanda: nello stesso stadio vengono disputate le gare più importanti in estate e il giorno di San Patrizio.
- Lansdowne Road, altro grande stadio dublinese, è stato demolito nel 2007. Gestito dall'IRFU, è stato il campo casalingo della nazionale di rugby irlandese, ma anche di quella calcistica, la quale giocava prima al Dalymount Park, oggi impianto casalingo dei Bohemians. I rivali dello Shelbourne F.C. invece giocano al vicino Tolka Park, lo Shamrock Rovers nel Tallaght Stadium, mentre il St. Patrick's Athletic disputa le sue partite casalinghe al Richmond Park. Lo Shelbourne Park e Leopardstown sono stadi per corse di cavalli e simili.
- L'Aviva Stadium è lo stadio principale della città. Dal 2010, anno in cui è stato inaugurato, ospita le partite delle nazionali di calcio e rugby.
- L'O'Malley Fields è la sede del baseball di Dublino e, durante le competizioni internazionali dell'intera Irlanda. La città presenta tre società differenti iscritte nel campionato irlandese di baseball. Le tre squadre sono i Dublin Hurricanes, i Dublin Blacksox e i Dublin Spartans, i quali detengono il titolo 2008 e altri sei titoli nazionali acquisiti dal 1999 in poi.

La città è stata sede di molte squadre di football americano, che spesso hanno vinto il titolo nazionale:
- i Dublin Rebels, sette volte vincitori dello Shamrock Bowl
- i Dublin Celts, cinque volte vincitori dello Shamrock Bowl
- i Dublin Tornadoes, tre volte vincitori dello Shamrock Bowl
- i Dublin Tigers, una volta vincitori dello Shamrock Bowl
- i Dublin Lightning, una volta vincitori dello Shamrock Bowl
- il Trinity College, una volta finalista dello Shamrock Bowl
- i Dublin Bulls, una volta finalisti dello Shamrock Bowl
- i West Dublin Rhinos
- i Dublin Dragons
- i DCU Saints
- lo UCD